# Никола Џамић
Никола Џамић је српски телевизијски и филмски глумац, натуршчик.

## Биографија
Родом из Врњачке Бање, Никола Џамић је у том месту у младости радио као конобар. Ту се упознао са Данилом Батом Стојковићем с којим је остварио дугогодишње пријатељство, све до његове смрти 2002. године. Џамић је 2001. године објавио књигу под називом Карирани столњак, у ком је описао живот глумца и лета која је проводио у Врњачкој Бањи, а промоцији књиге присуствовао је и сам глумац. У међувремену, Џамић се средином деведесетих година запослио у маркетиншкој служби телевизије „Пинк“. Услед познанства са Радошем Бајићем, ком је поверио да је у младости желео да се бави глумом, Џамић је добио улогу у пројекту Село гори, а баба се чешља. Ту је тумачио лик угоститеља и преваранта, који је прозван Јакоје, према локализму устаљеном у Поморављу. Име лика који у тој серији игра Светислав Буле Гонцић, Џаме, настало је према Џамићевом надимку. У склопу тог пројекта, Џамић се појавио и у програму под називом Нова Година у Петловцу, односно филму Браћа по бабине линије из 2016. године. Радош Бајић му је, касније, поверио и улогу у серији Шифра Деспот.
Потписан је као један од продуцената филма Пси умиру сами.
Џамић је један од идејних твораца фестивала Дани Бате Стојковића, који се од 2010. године сваког августа одржава у Врњачкој бањи.

## Филмографија
| Год.       | Назив                               | Улога         |
| ---------- | ----------------------------------- | ------------- |
| 2007—2017. | Село гори, а баба се чешља (серија) | Јакоје        |
| 2011.      | Нова Година у Петловцу              | Јакоје        |
| 2012.      | Лед                                 | Геометар 2    |
| 2016.      | Браћа по бабине линије              | Јакоје        |
| 2018—2019. | Шифра Деспот (серија)               | Ђурађ         |
| 2020.      | Црвени месец (серија)               | Стојан Протић |
| 2020.      | Југословенка (серија)               | Стојан Протић |

## Спотови
- Провинцијалац — Ћаче, Ђаво и Мишко Дилин (2016)[18]